# 柴灣

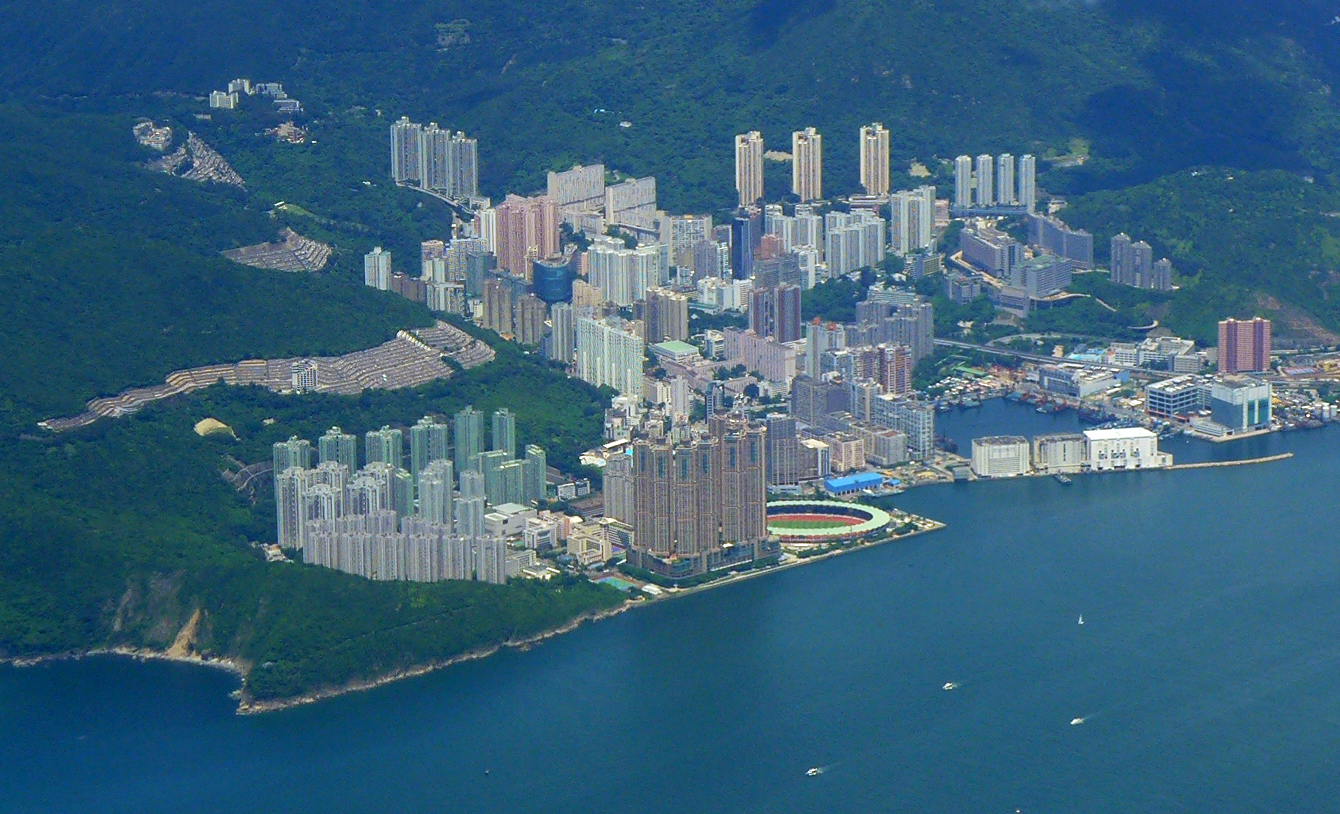
柴灣和小西灣（2014年）

柴灣（英語：Chai Wan），是香港島東區的一個地區，位於筲箕灣之東，範圍包括小西灣和杏花邨，為港島其中一個住宅和工貿區為主的地區。
柴灣以將軍澳海灣與將軍澳新市鎮相望。

## 地理位置

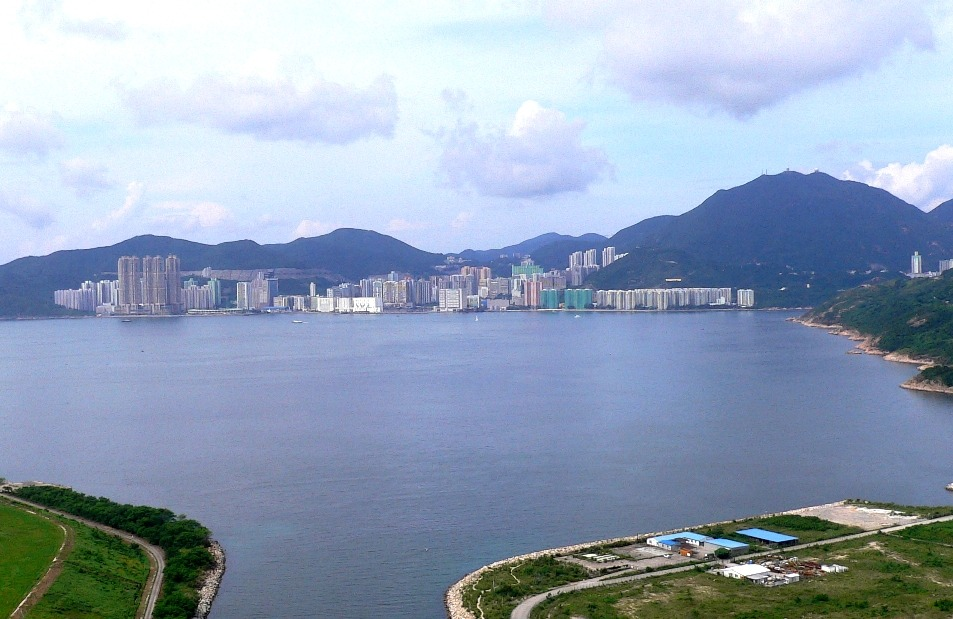
隔將軍澳海灣遠眺柴灣和小西灣，右方屋苑為杏花邨，最右方高山為柏架山

根據香港特別行政區政府法定圖則及地區規劃，柴灣屬於港島規劃區的第20區，範圍包括杏花邨和小西灣。柴灣北接杏花邨白沙灣以西的鯉魚門度假村，西連大潭郊野公園（柏架山），南達石澳郊野公園（歌連臣山及砵甸乍山），東鄰藍塘海峽。
柴灣地理位置獨特，三面環山，東北方面向藍塘海峽及將軍澳，和跑馬地一樣都是香港島的谷地。柴灣有海拔532米的香港島第二高山柏架山，以及歌連臣山、砵甸乍山作為天然屏障，因此其天然深水良港的條件，適合船隻避風。

## 城市景觀

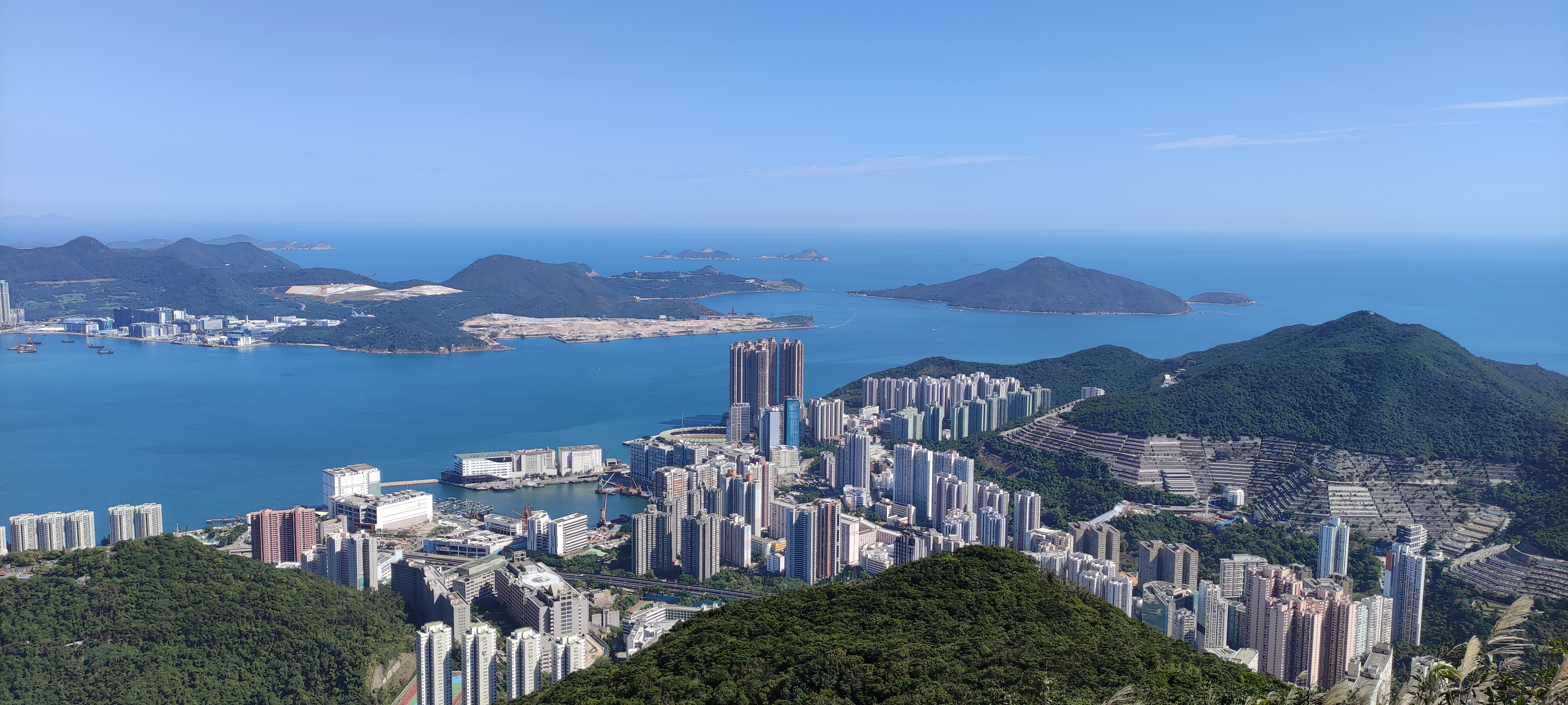
柴灣全景 2021年

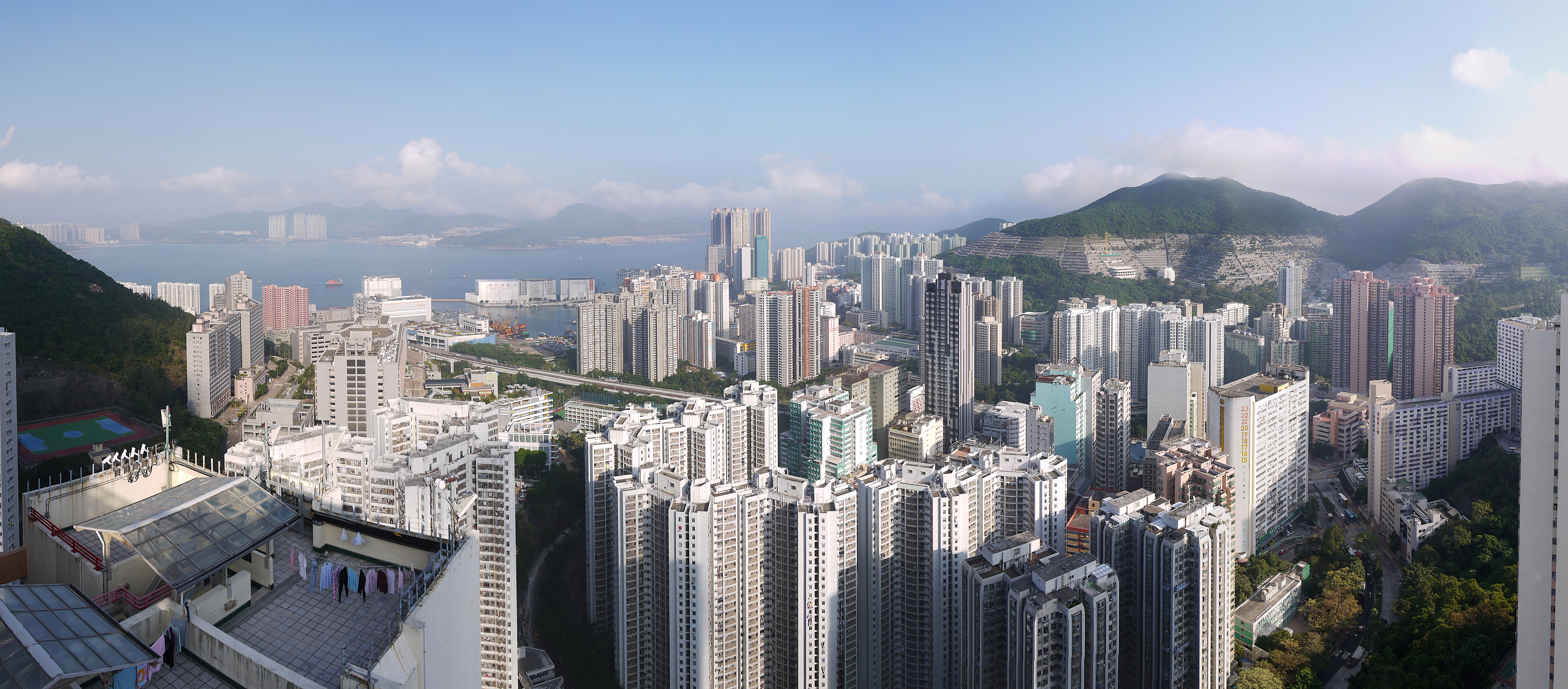

## 地名
柴灣是一個位於鯉魚門海峽的外灣，為香港島最東的谷地。由於三面環山，加上水源充足，所以盛產大量木材。這些木材可作柴薪之用，所以這個海灣被命名為柴灣。在石油成為能源霸主之前，柴薪（木材）就是具有高經濟價值的燃料，主導著社會經濟發展和民生福祉。由於柴灣擁有天然海港及豐盛能源，因此清朝的時候，柴灣已經成為漁業、農業、林業、能源產業並重的多元產業社區。
另外「柴」在客家話中發音與粵語「西」音近，故此過去「柴灣」又名「西灣」，英文一度譯成，而毗鄰柴灣的社區亦有「小西灣」之稱。1950年代港府開發柴灣時，有人認為「柴」字不吉利（粵語「拉柴」即死人），建議改為「翠灣」，因而有翠灣邨之稱，但除了翠灣邨外，「翠灣」一名沒有流行起來。儘管如此，區內超過十個公共及私人屋苑，以翠字命名，如環翠邨、怡翠苑、康翠臺、新翠花園等。

## 歷史

### 上古至宋元
记载古代香港历史的地方志《新安县志》，没有关于柴湾的直接记载，不过根据香港市政局编印的《罗屋博物馆》 考证，柴灣一帶相信早於宋朝時便有人聚居。當時來往廣州、浙江和福建之間的船隻，有時途經柴灣時到岸上取水。

### 明清時期
萬曆元年（1573年），於南頭設立縣治，取名新安，喻意「革新鼎安、轉危為安」。清康熙元年（1662年），為防止沿海居民與鄭成功軍隊接觸，下令遷界禁海，新安縣一度併入東莞縣，後復界恢復新安縣。不過嘉慶二十四年（西元一八一九年）編撰的《新安縣誌》沒有關於柴灣的記載，村莊名錄也沒有「柴灣」的記錄，大概是因為當時人口相當稀少。道光八年（1842年）鴉片戰爭後簽《南京條約》割讓香港島予英國，從此柴灣脫離新安縣。
根據1841年的人口普查資料，柴灣人口只有30人，到了1891年增至208人。十八世紀初柴灣移民多為客家人，從廣東寶安縣移居並開墾成六條村：羅屋、藍屋、成屋、陸屋、西村和大坪州，羅屋為最大村落，當地居民以捕魚及務農為生，亦有部分村民以燒灰為業。燒灰取自岸邊貝殼和海底珊瑚，燃料為柴薪。

### 英治初期
1843年英軍曾於柴灣設立軍營，位於今天的天主教明德學校新舊校舍及柴灣警署所在的小山丘，但因軍人紛紛感染熱病，其後將軍營遷至高地，即現時鯉魚門公園及度假村之處，並於附近設立炮台作為海防用途，即現時香港海防博物館之處。1925年香港童軍於現時屬於柴灣公園範圍的童軍山興建香港首個童軍營地。
由於19世紀的佔主導地位的軍事力量主要是海軍力量，所以當時殖民地政府選擇中西區及灣仔區建立維多利亞城，作爲政治、軍事及商業中心，而柴灣位於香港島東部邊陲，臨近廣闊的藍塘海峽，並置於鯉魚門的後方，沒有天然屏障包圍保護，容易有被海盜襲擊的危險，無險可守，所以即使是20世紀上半葉，甚至直到淪陷時期，柴灣仍然長期處於發展滯後的境況，且被視為郊區。根據一九九零年一月香港市政局出版的《羅屋民俗館》記載，日佔時期（一九四一年十二月二十四日至一九四五年八月十五日），日本憲兵也有搶掠柴灣區民眾的物質，可幸殺戮並不嚴重.

### 工業發展時期
直到第二次世界大戰完結後，香港重光，但中國大陸爆發國共內戰，1949年中國共產黨建政，大量不滿中共執政之難民紛紛移港定居。包括華人官員在内的香港政府為了處理好當時大量移民所造成的住屋和就業問題，於是仿效英國工業革命帶動經濟的做法，在柴灣設立工業區，並興建多個公共屋邨，令人民得以安居樂業。
1951年政府設立柴灣平房區以容納大量新大逃港難民，即現時興華邨、興民邨、康翠臺、樂翠臺和高威閣的前身，亦有由教會興建的愛華村。1959年柴灣原有的村落被清拆，改建成27座徙置大廈，至1968年柴灣人口已增至八萬人。
1970年代柴灣興建大量工廠，成為新興工業區；並且開始陸續拆卸徙置區，興建為公共屋邨，香港政府還把其中的公共房屋命名為興華邨，這個名字有華人在香港復興，當家作主的深遠意味。柴灣最初的公共屋邨有柴灣邨和興華邨第一期，但這兩邨已被拆卸及重建或重新發展。港鐵柴灣站現址原本是利眾街前段及垃圾收集站所在地，因興建柴灣地鐵站而於1982年3月拆卸，利眾街亦因而被縮短，原有的柴灣巴士總站則成為今日柴灣道迴旋處，並遷移至地鐵站鐵路天橋之下。

### 發展港島東

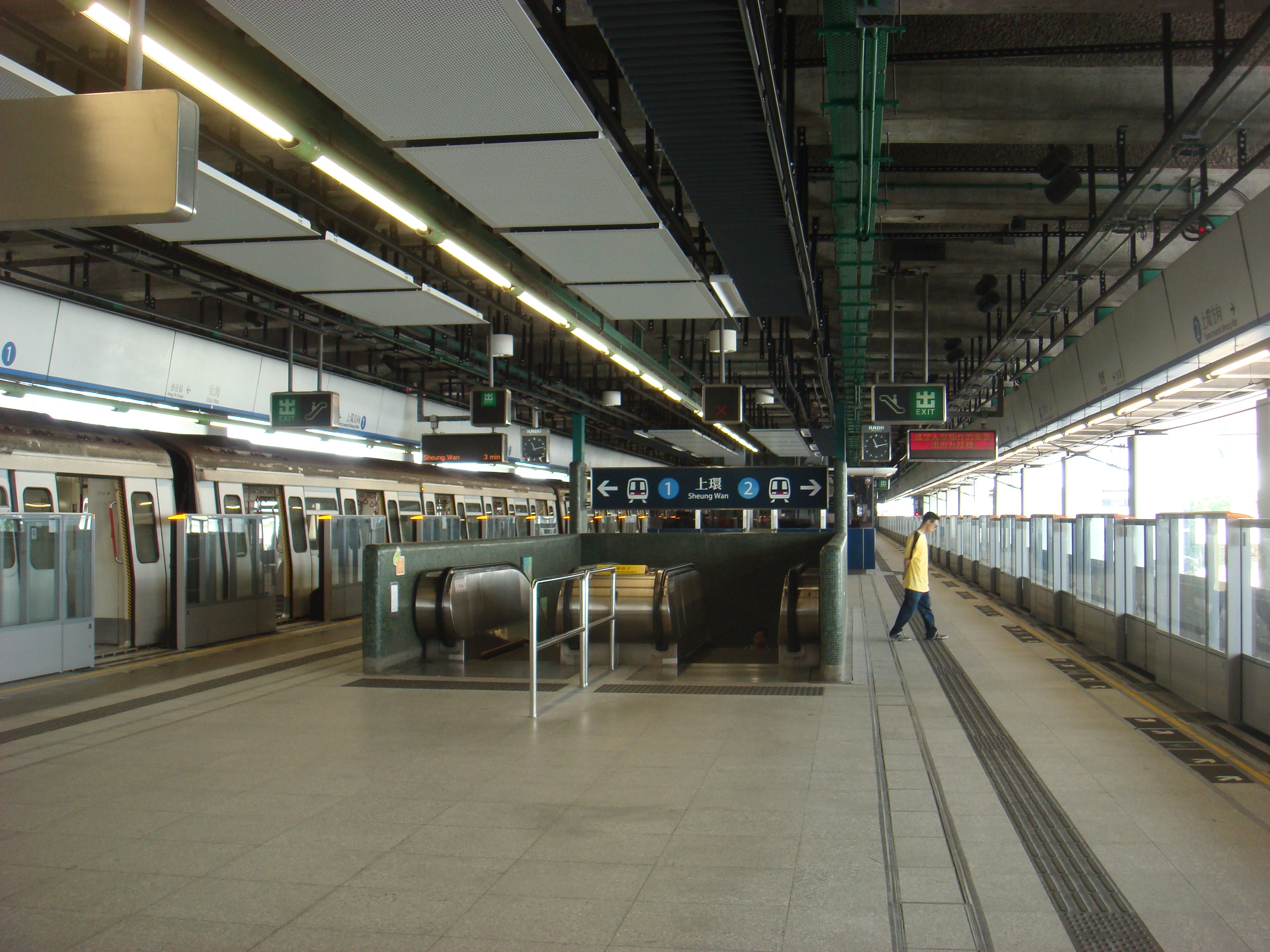
港鐵柴灣站

為應付市民對住宅的需求，並配合地鐵港島線的興建，政府和發展商在1980年代開始一直大力發展區内住宅建設和相關基礎配套建設，包括公共房屋，居屋和私人樓宇，應付市民的不同需要。1985年5月31日，香港地鐵港島線正式投入營運，而柴灣站也於同日啟用。
1988年起，多個住宅項目相繼落成，令柴灣人口進一步增加。柴灣工業學院（現稱香港專業教育學院柴灣分校）同年啟用。1989年東區走廊第三期通車，延伸至柴灣，成為柴灣往來港九其他各區的高速公路，大幅減低柴灣道的交通擠塞。
2009年，有商廈特色的青年廣場落成，並分階段啟用。至近年香港島商業區非核心化，港島區的商業樓宇分佈漸變得分散，包括柴灣和鰂魚涌在內的工貿區開始有大量甲級寫字樓和酒店落成。
由中國海外宏洋（港交所：0081）或有關人士持有的柴灣蜆殼工業大廈，向城規會申請，將該工廈重建成為酒店，以紓緩業界對酒店的需求，惟已遭拒絕。該廈位於柴灣利眾街12號，鄰近柴灣站。

## 人口
根據香港政府2001年人口普查，與香港島其他區域一樣，柴灣住戶家庭住戶每月收入中位數比全港住戶家庭住戶每月收入中位數多，柴灣居民的教育水平亦比全港教育水平高，顯示柴灣的居民的生活水平處於較前的位置。其外，柴灣所屬的東區的家庭住戶每月收入中位數在香港十八區中僅次中西區和灣仔區，排名全港第三位。據2011年香港人口普查數據，柴灣人口為179,025人。

## 特色

### 居住族群
柴灣自客家人移居開始，成為當地核心居民，充滿濃厚的客家文化色彩，及後雖受到英國管治，但沒有濃厚的殖民地色彩，所留下的歷史痕跡也不多，僅保留軍事設施。直到戰後，大量中國大陸難民來港，以廣東省佔最多，廣東文化因而大大影響居民生活。直至中國改革開放之後，廣東省以外省份的新移民才陸續增加，漸漸形成當地的文化。由於香港島是高度城市化的都會區，大部分居民（尤其是年青一代）已經落地生根，認同自己是香港人。

### 車廠重建
柴灣擁有兩間香港島最大規模的巴士車廠。以前柴灣是中華巴士（中巴）最重要的基地，也都是首間於柴灣設立巴士車廠的巴士公司，其辦公室也都設在其柴灣車廠，即使1993年中巴喪失26條路線（全數撥歸給城巴接辦），但因為仍擁有專營權的關係，其地位依然未受動搖。直到中巴專營權於1998年結束後，大部分柴灣巴士線都改由新世界第一巴士（新巴）和城巴接手，而新巴也跟中巴一樣在柴灣建立其大本營。而城巴在被新巴的母公司周大福收購後亦使用柴灣設立總車廠。中巴計劃重建柴灣巴士廠為大型住宅項目，惟計劃遭城規會否決。後來中巴跟合作夥伴太古地產修改方案後再到城規會闖關，最終成功。

### 地理環境
柴灣擁有翠綠群山環抱，在地理上自成一隅，遠離繁囂，經過多年的發展，尤其是在鐵路及公路的建設和改進，吸引不少其他區域的市民遷入居住。柴灣地少人多，土地供應非常短缺，以致不少房屋都需要建築在山坡上。故此柴灣也有不少屋苑建築在山坡上，例如位於大潭道的山翠苑、興民邨、位於環翠道的興華（二）邨、峰華邨等。
此外柴灣為港鐵港島綫終點站所在地，港島綫連接柴灣和港島區多個商業中心區與購物區如銅鑼灣、灣仔、中環以及近年興起、座落在鰂魚涌和太古一帶的港島東商業區；柴灣亦為東區走廊起點，可直達港島商業區，並可再連接新建的中環灣仔繞道，前往中環和上環將更快捷。其中由新鴻基地產和地鐵公司合作發展的新翠花園便是位處港鐵柴灣站上蓋，而由新世界發展興建的康翠臺亦位於距離該站路程約5分鐘的位置。此外周邊的環翠邨、興華邨、怡翠苑、樂翠臺、永利中心等屋苑居民，也可以方便地使用鐵路和陸路交通，與中環、上環、灣仔商業區和港島東商業區形成半小時生活圈。

#### 環境建設
柴灣區居民和區議員積極推動區內綠化和保育工作，得到了居民的支持，使居民不但擁有都市化的便利，同時也擁有優美綠化的公共空間，如海濱長廊、公園、休憩處、郊遊徑等，有著與大自然共生的生活質素。

#### 公共空間

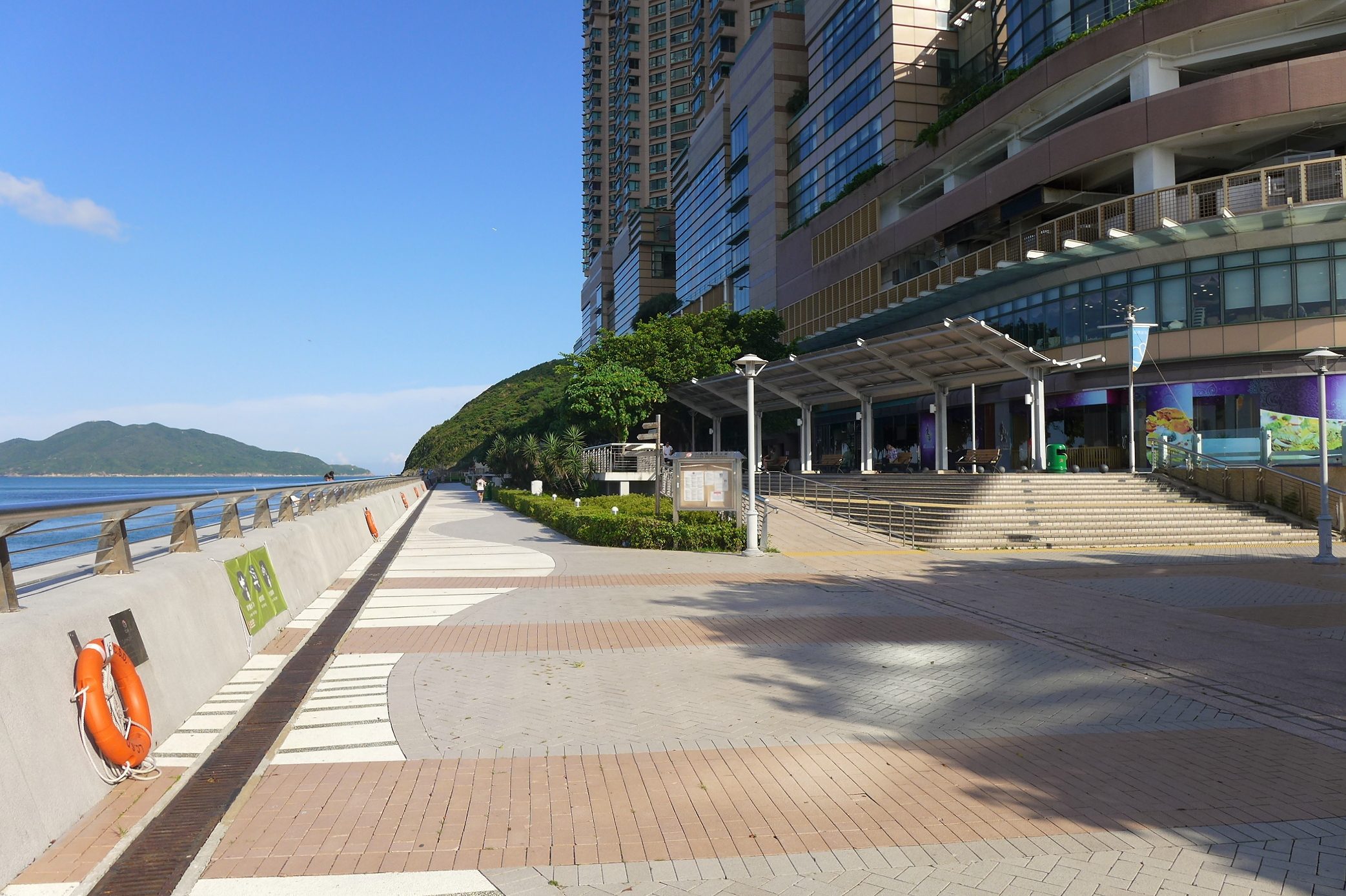
小西灣海濱花園

城市園林，除供居民進行文化娛樂、休閒、健身、怡情等活動之外，同樣重要的功能是改善城市的生態環境，創造健康的、宜居的場所。柴灣區內的休憩用地有19.94公頃，大型的有柴灣公園、永泰道花園、小西灣海濱花園、杏花邨海濱長廊等，園内有不少從外地引入的植物，供人觀賞。

#### 土地用途
- 柴灣區的面積611公頃
  - 柴灣區的綠化區域，大自然區域，休憩區域達307.6公頃，佔柴灣區的面積50.34%
  - 綜合發展區：1.62公頃
  - 住宅／商業：3.04公頃
  - 住宅（甲類）：72.31公頃
  - 工業：14.54公頃
  - 政府、機構或社區：71.07公頃
  - 休憩用地：19.94公頃
  - 其他指定用途：90.08公頃
  - 綠化地帶：166.35公頃
  - 海岸保護區：5.88公頃
  - 郊野公園：115.43公頃

## 著名地點、街道及建築物

### 主要公共設施

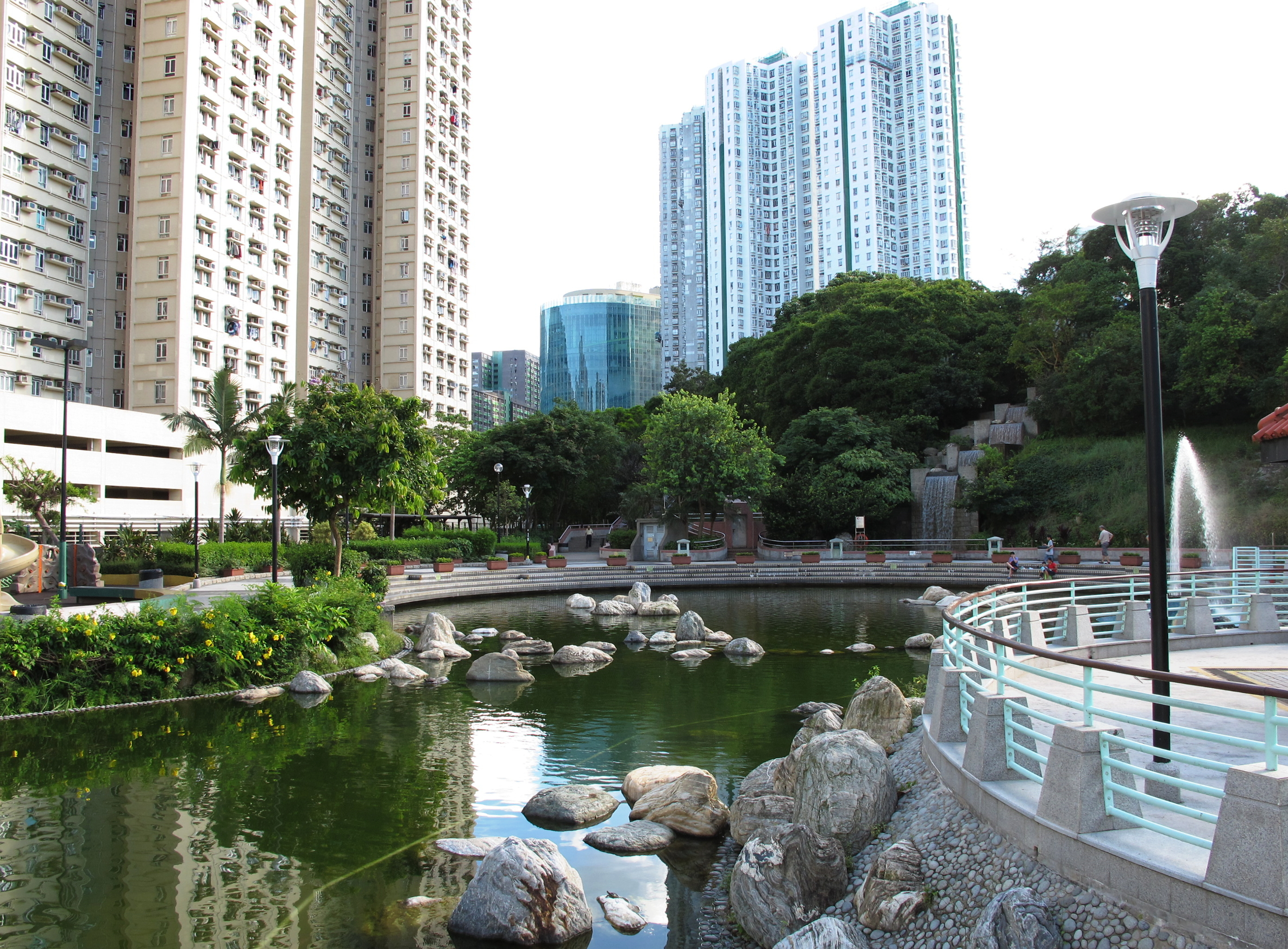
柴灣公園

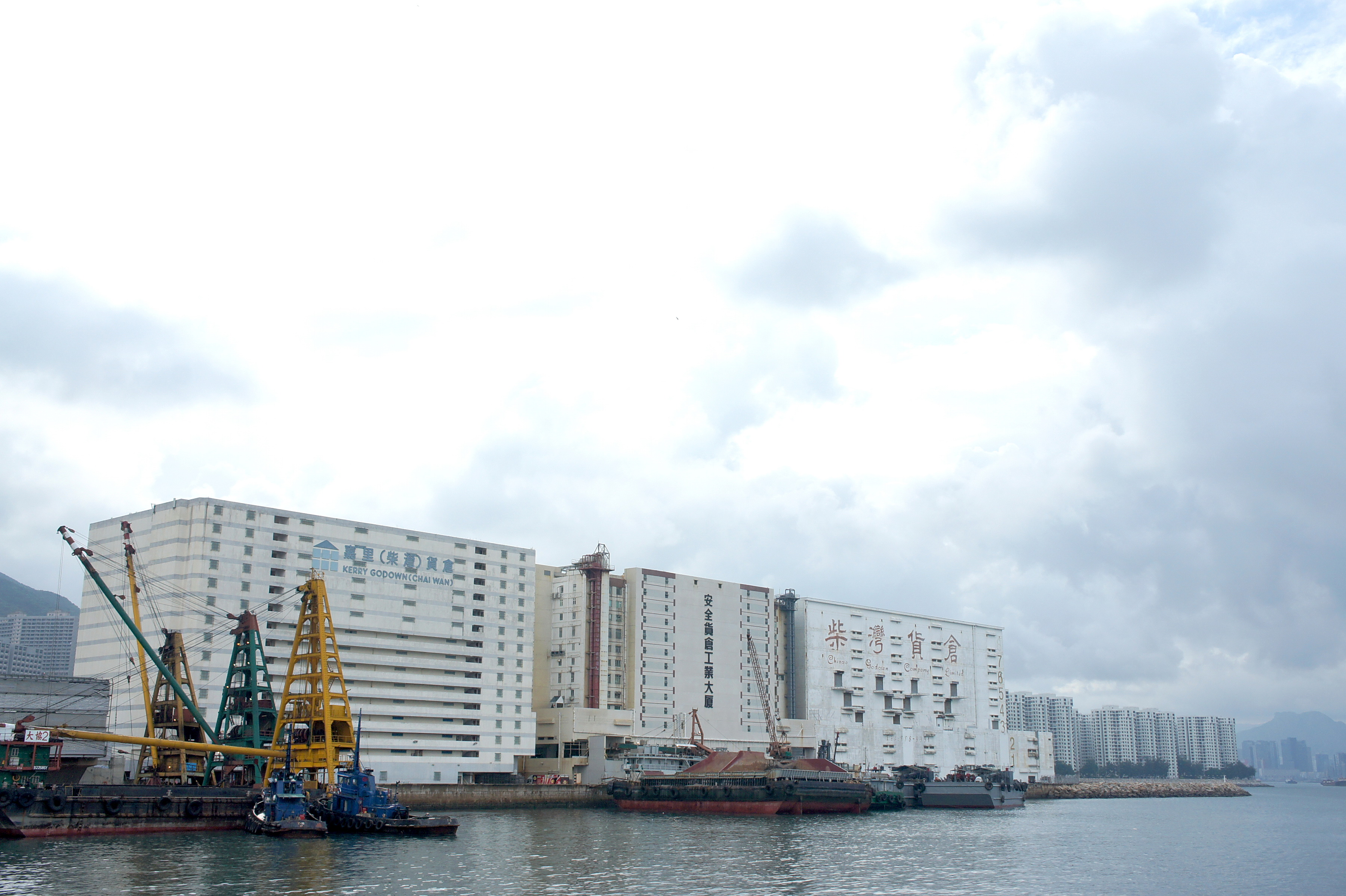
柴灣公眾貨物裝卸區的貨倉，右後方住宅為杏花邨

- 柴灣公眾貨物裝卸區
- 柴灣泳池
- 柴灣公園
- 柴灣體育館
- 環翠邨公園
- 青年廣場（前稱香港青年發展中心）
- 小西灣綜合大樓
- 小西灣運動場
- 東區尤德夫人那打素醫院
- 柴灣華人永遠墳場
- 歌連臣角火葬場

### 政府機構
- 香港學術及職業資歷評審局總部: 位於柴灣小西灣道10號
- 僱員再培訓局總部: 位於柴灣小西灣道10號
- 地產代理監管局總部: 位於柴灣東貿廣場
- 新翠花園政府合署
- 柴灣水務署總部暨香港及離島分署及懲教署總部大樓（預計於2024-25年落成）
- 柴灣政府綜合大樓及車房（預計於2024-25年落成）

### 地點及街道
- 羅屋民俗館，香港法定古蹟。

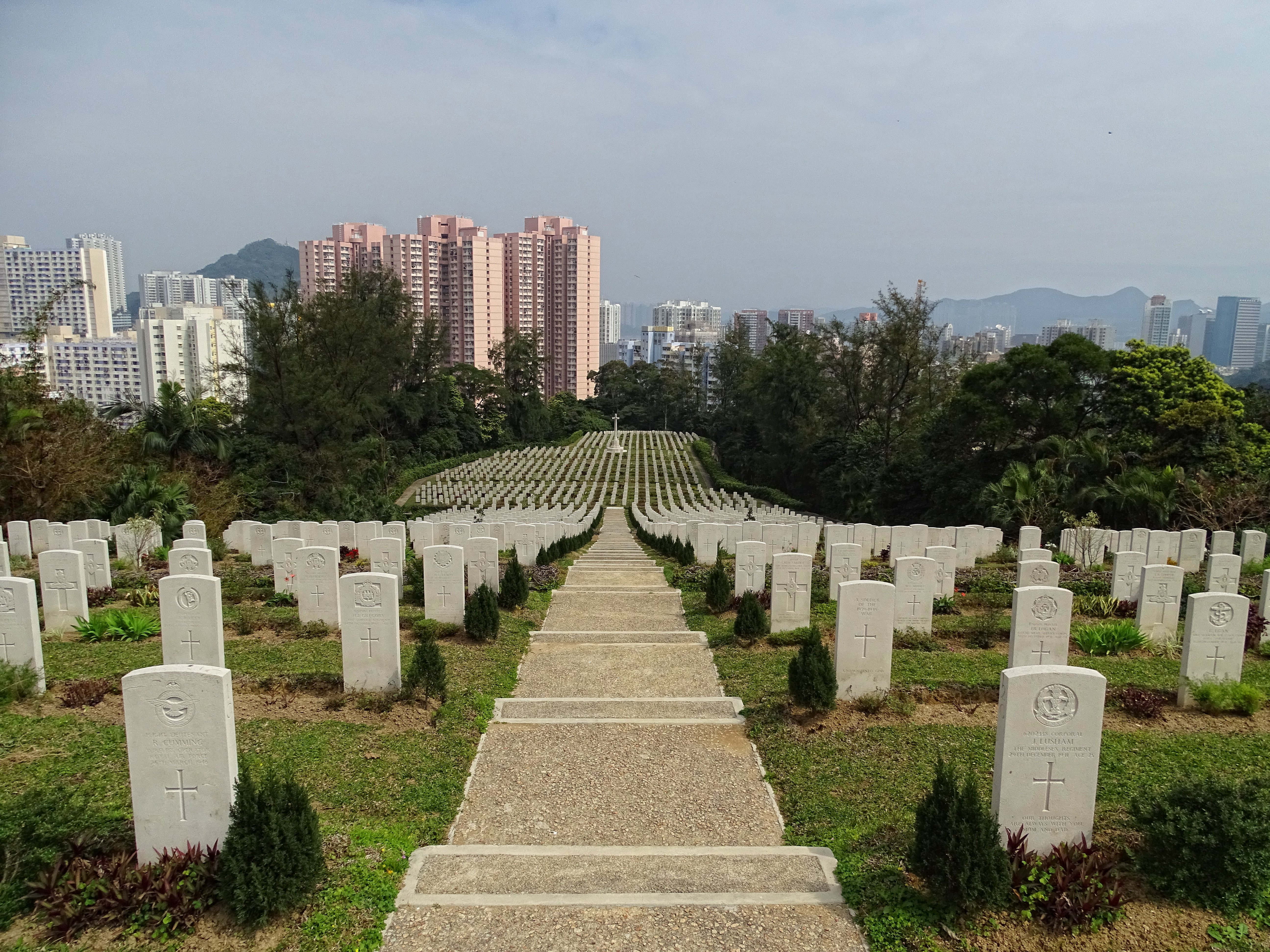
西灣國殤紀念墳場

- 西灣國殤紀念墳場，安葬香港保衛戰中陣亡的香港守軍軍人。
- 天主教明德學校舊校舍

### 主要住宅

#### 私人屋苑
| 名稱     | 照片 | 地址                   | 住宅類型 | 入伙年份 | 戶數  | 面積      | 發展商                     |
| -------- | ---- | ---------------------- | -------- | -------- | ----- | --------- | -------------------------- |
| 杏花邨   |      | 柴灣杏花邨盛泰道100號  | 大型屋苑 | 1986     | 6,323 | 453-1,400 | 杏花邨發展 港鐵            |
| 杏花園   |      | 柴灣杏花邨盛泰道100號  | 小型屋苑 | 1990     | 56    | 1,046     | 港鐵                       |
| 新翠花園 |      | 柴灣柴灣道233號        | 大型屋苑 | 1988     | 1,488 | 408-622   | 新鴻基地產 地鐵公司        |
| 高威閣   |      | 柴灣柴灣道111號        | 中型屋苑 | 1983     | 704   | 391-503   | 和記黃埔                   |
| 灣景園   |      | 柴灣康民街3號          | 單幢樓   | 1999     | 212   | 443-1,086 | 信和置業                   |
| 永利中心 |      | 柴灣柴灣道333號        | 小型屋苑 | 1982     | 452   | 254-368   | 保美誠發展有限公司         |
| 藍灣半島 |      | 柴灣小西灣小西灣道28號 | 大型屋苑 | 2001     | 3,098 | 323-1,464 | 信和置業 維德集團 中銀香港 |

#### 居屋屋苑
| - 山翠苑 - 怡翠苑 - 宏德居 |  | - 茵翠苑 - 康翠臺 - 樂翠臺 |  | - 景翠苑 - 樂軒臺 - 杏翠苑 - 悅翠苑 - 蝶翠苑 |

#### 公共屋邨

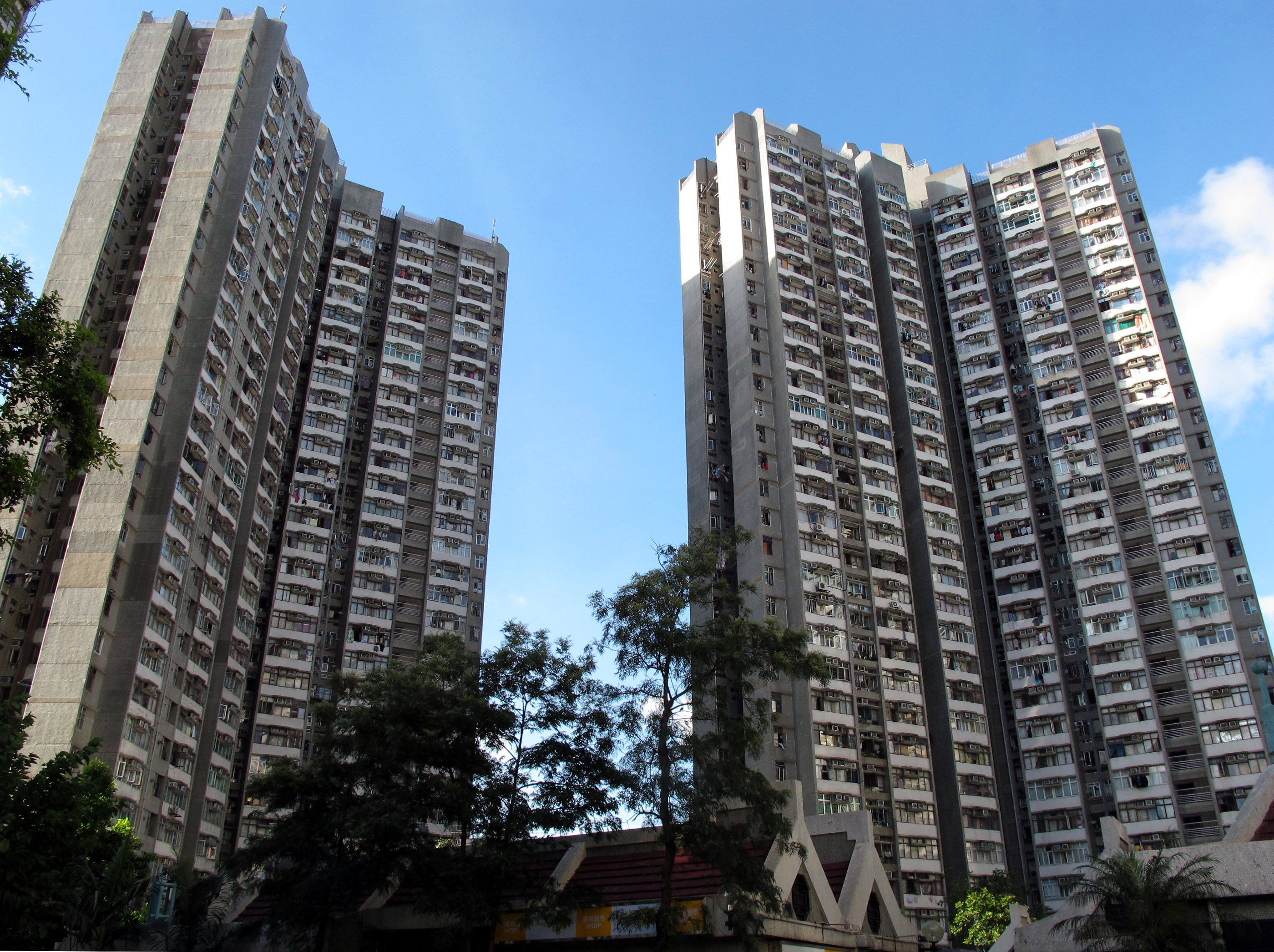
翠灣邨

| - 柴灣邨 - 興華邨 |  | - 漁灣邨 - 環翠邨 |  | - 興民邨 - 翠灣邨 |  | - 峰華邨 - 翠樂邨 |  | - 華廈邨 - 連翠邨 |

#### 商場
- 新翠商場
- 藍灣廣場
- 杏花新城
- 興華廣場
- 環翠商場
- 小西灣廣場

#### 工商業大廈
柴灣是多間大型本地或跨國公司的辦公室所在地。
- 明報工業中心: 為明報及亞洲週刊的總部
- 華盛中心: 為南華傳媒集團的總部所在地
- 柴灣嘉業街60號: 為仁孚行及梅斯特斯-平治(Benz)的品牌中心
- 四興隆工業大廈
- 康民工業中心
- 柴灣工業城
- 楊耀松第八工業大廈

### 治安
屬於柴灣分區設有柴灣警署。

### 醫院
設有東區尤德夫人那打素醫院，是東區唯一大型政府醫院，為香港島各區居民提供各種醫療服務。

### 學校
柴灣有多間中學、小學、國際學校、特殊學校和專上學院。
- 中學

| - - 寶血女子中學 - 文理書院 (香港) - 張振興伉儷書院 - 衞理中學 |  | - - 明愛柴灣馬登基金中學 - 聖公會李福慶中學 - 伊斯蘭脫維善紀念中學 - 中華傳道會劉永生中學 - 福建中學(小西灣) |

- 小學

| - - 聖公會柴灣聖米迦勒小學 - 天主教明德學校 |  | - - 基督教香港信義會信愛學校 - 救世軍韋理夫人紀念學校 |  | - - 救世軍中原慈善基金學校 - 港大同學會小學 - 培僑小學 |

- 幼稚園

| - - 天主教海星幼稚園 （页面存档备份，存于） - 東華三院捷和鄭氏幼兒園 （页面存档备份，存于） - 粵南信義會腓力堂興民幼兒學園 - 柴灣浸信會學前教育中心呂明才幼稚園 - 新翠培元幼稚園 （页面存档备份，存于） |  | - - 中華基督教會柴灣堂幼兒園 - 勵志會陳鄭潔雲幼稚園 （页面存档备份，存于） - 港九街坊婦女會環翠幼稚園 （页面存档备份，存于） - 循道衛理聯合教會愛華村堂幼稚園 - 基督教香港信義會興華幼兒學校 - 路德會聖雅各幼稚園 |

- - 已結束
    - 啟明幼稚園
- 國際學校
  - 法國國際學校
- 特殊學校
  - 香港西區扶輪社匡智晨輝學校
- 專上學院
  - 香港專業教育學院(柴灣)
  - 香港高等教育科技學院（THEi）
  - 香港藝術學院

## 交通

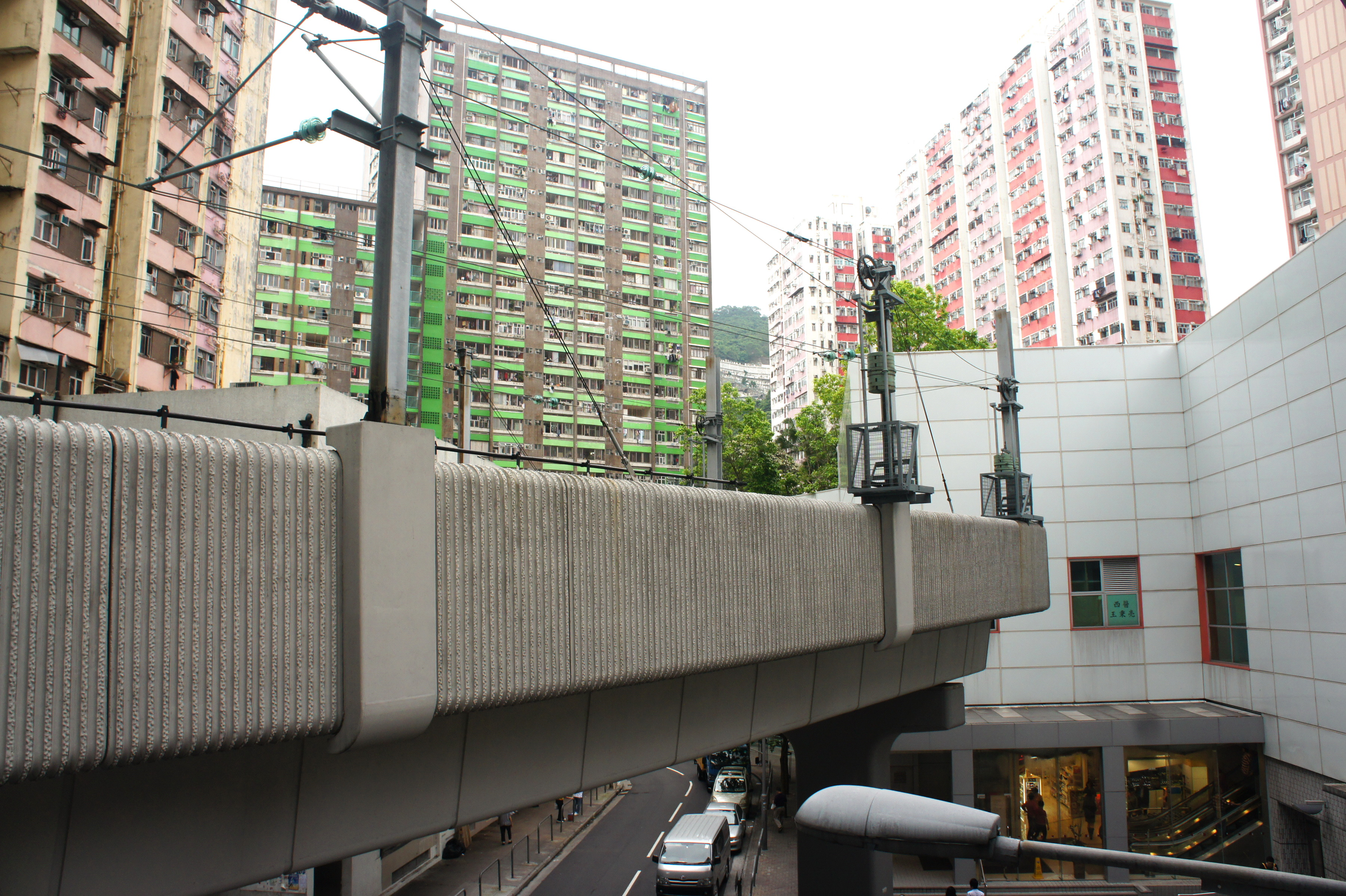
港島綫東端終點柴灣站的路軌盡頭，右方為興華廣場，下方道路是環翠里。

柴灣是赤柱、石澳、小西灣和筲箕灣之間的交通要道，地鐵港島線和東區走廊通車後，柴灣便與香港主要的鐵路網和道路網連接在一起。港鐵港島綫在柴灣至杏花邨一段是香港島唯一建築在地面的路段，能夠從車廂內觀看柴灣、杏花邨和小西灣的景色。

### 主要幹道
- 東區走廊（4號幹線）
- 柴灣道
- 永泰道（包括永泰道行車天橋）
- 大潭道

### 主要街道
- 盛泰道
- 環翠道

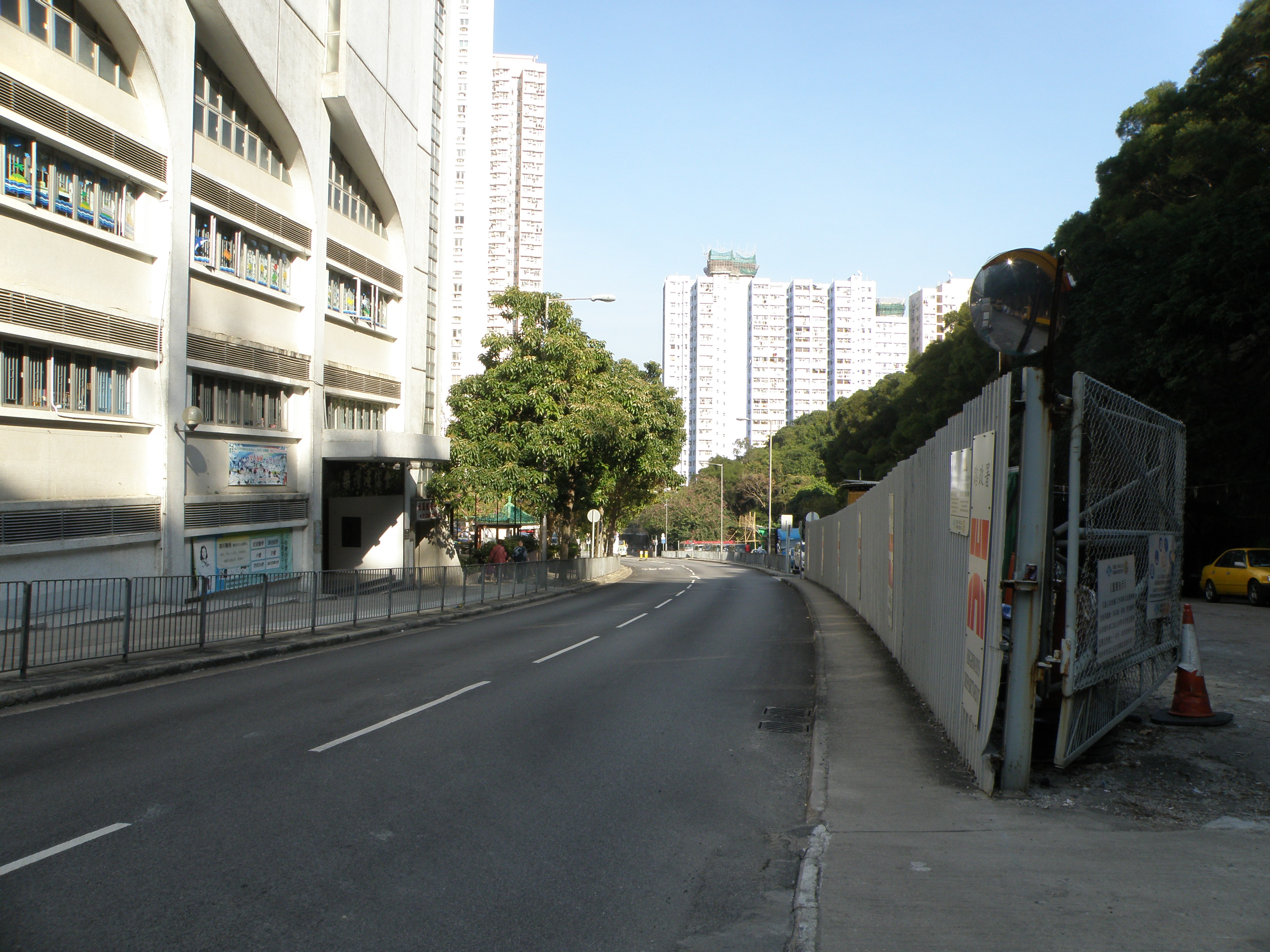
翡翠道
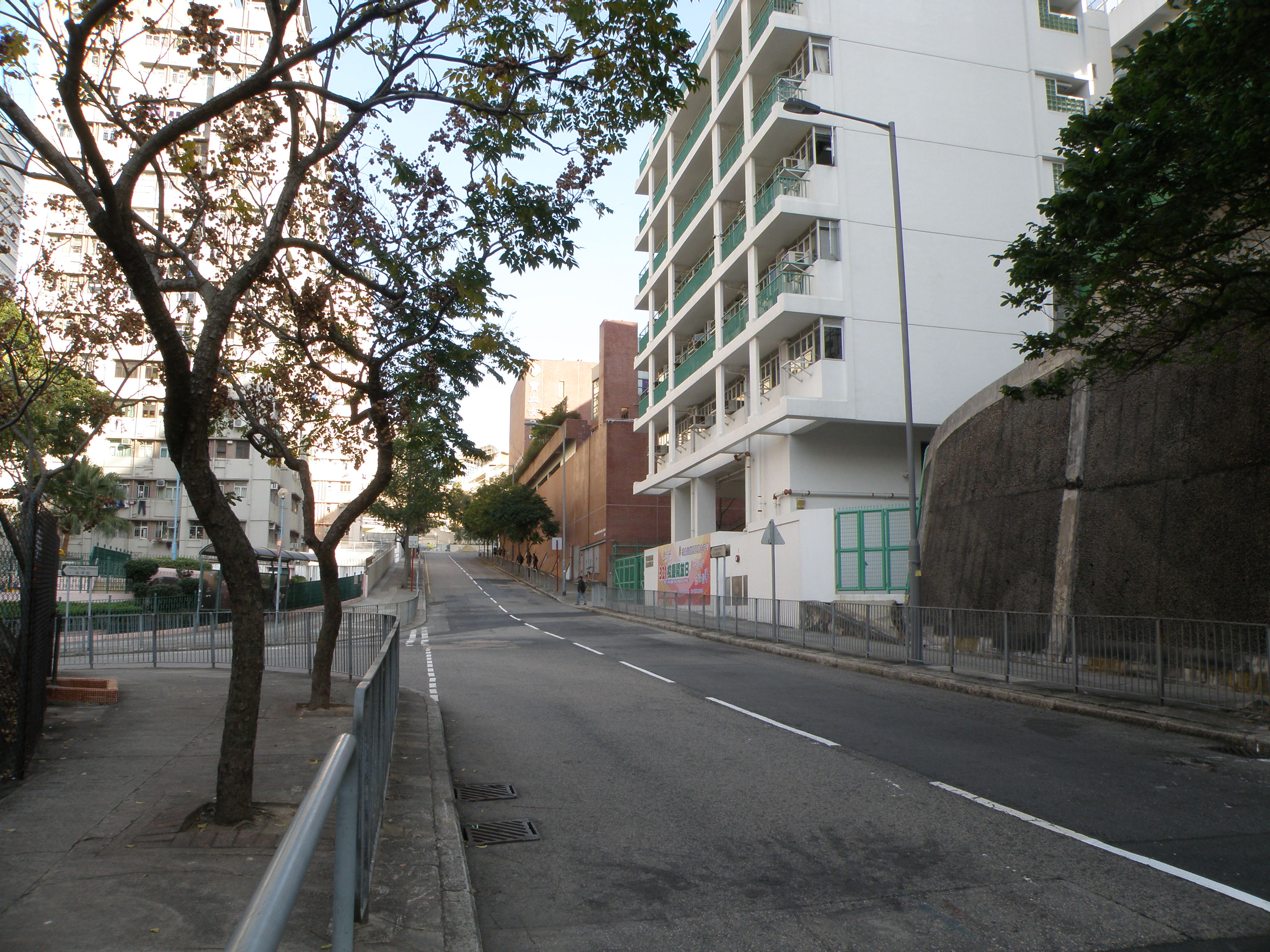
新廈街

- 翡翠道
- 新廈街

### 發展歷史
在1950年代，柴灣居民除了乘搭白牌車前往外面之外，唯一對外交通就是乘搭當時第一條柴灣區的巴士線8號前往灣仔碼頭。到了1960年代，隨著柴灣區開發，包括完成柴灣道擴闊工程，專營香港島的巴士公司—中華汽車有限公司開辦一些往來柴灣與香港島各地的巴士路線。
1980年代東區走廊與港鐵港島綫相繼落成，柴灣區無需依賴「長命斜」柴灣道前往香港島之中上環、灣仔及銅鑼灣，此外為緩和現行柴灣和小西灣往來太古城中心和東區海底隧道交通噪音問題，當局已經於2009年4月展開，2012年6月完成的東區走廊第三期防音路面工程。

## 區議會議席分佈
根據選舉管理委員會和東區區議會的每一屆的選區分界圖，柴灣區域可被分為12個分區（詳見下表）：
| 選區號碼 | 選區 | 相應位置                 |
| -------- | ---- | ------------------------ |
| C09      | 翠灣 | 翠灣邨、翠樂邨           |
| C13      | 環翠 | 環翠邨                   |
| C14      | 翡翠 | 興華(二)邨、峰華邨       |
| C31      | 興民 | 興華(一)邨、興民邨       |
| C32      | 樂康 | 樂翠臺、康翠臺、山翠苑   |
| C33      | 翠德 | 高威閣、新翠花園、宏德居 |
| C34      | 漁灣 | 漁灣邨、樂軒臺、柴灣邨   |

為方便比較，以下列表以大潭道、鯉魚門公園以東至新業街以西為範圍。
| 年度/範圍                                            | 2000-2003                        | 2004-2007                        | 2008-2011                        | 2012-2015                        | 2016-2019                        | 2020-2023                        | 2024-2027 |
| ---------------------------------------------------- | -------------------------------- | -------------------------------- | -------------------------------- | -------------------------------- | -------------------------------- | -------------------------------- | --------- |
| 東區走廊以東、港鐵柴灣車廠以北                       | 杏花邨選區                       | 杏花邨選區                       | 杏花邨選區                       | 杏花邨選區                       | 杏花邨選區                       | 杏花邨選區                       | 柴灣選區  |
| 東區走廊以東、柴灣道以北、新業街以西                 | 翠灣選區、部分翠德選區及漁灣選區 | 翠灣選區、部分翠德選區及漁灣選區 | 翠灣選區、部分翠德選區及漁灣選區 | 翠灣選區、部分翠德選區及漁灣選區 | 翠灣選區、部分翠德選區及漁灣選區 | 翠灣選區、部分翠德選區及漁灣選區 | 柴灣選區  |
| 翡翠道南段、環翠道、柴灣道以南                       | 環翠選區及部分漁灣選區           | 環翠選區及部分漁灣選區           | 環翠選區及部分漁灣選區           | 環翠選區及部分漁灣選區           | 環翠選區及部分漁灣選區           | 環翠選區及部分漁灣選區           | 柴灣選區  |
| 大潭道以東至柴灣道以西、大潭道柴灣道交界至翡翠道北段 | 部分翡翠選區及興民選區           | 部分翡翠選區及興民選區           | 部分翡翠選區及興民選區           | 部分翡翠選區及興民選區           | 部分翡翠選區及興民選區           | 部分翡翠選區及興民選區           | 柴灣選區  |
| 柴灣道以東至東區走廊以東                             | 整個康樂選區及部分翠德選區       | 整個康樂選區及部分翠德選區       | 整個康樂選區及部分翠德選區       | 整個康樂選區及部分翠德選區       | 整個康樂選區及部分翠德選區       | 整個康樂選區及部分翠德選區       | 柴灣選區  |

註：以上主要範圍尚有其他細微調整，請參閱有關區議會選舉選區分界地圖。

## 地區發展
- 隨着近年不少港島核心商業區商廈用戶東移，東區寫字樓需求上升，柴灣首個甲級寫字樓東貿廣場建成。
- 柴灣的貨物起卸區已取代位於觀塘，因興建東九龍海濱長廊及啟德郵輪碼頭項目而搬遷的貨物裝卸區。
- 2012年5月，香港政府向職業訓練局批出柴灣盛泰道地皮，用作興建香港高等教育科技學院，而校舍已經於2018年1月完工啟用。[3]
- 2012年9月公佈修復柴灣工廠大廈，並改建為小型公共房屋，現時已重新命名為華廈邨並在2016年下旬入伙。另外柴灣連城道的住宅用地興建公共房屋-連翠邨已於2018年8月入伙。
- 香港工業土地需求減少，2011年10月20日規劃署向城規會建議將《柴灣分區規劃大綱圖》內約7.9公頃的工業用地改劃為「政府、機構及社區」用地和「休憩」用地。位於柴灣與杏花邨交界的貨物裝卸區多幅工業地皮，現時被用作為車廠及停車場，規劃署建議改變用途，以反映現況及日後興建的郵政中心，後來計劃擱置。

## 參看
- 東區
- 杏花邨
- 小西灣

## 外部連結
- 柴灣舊相片 （页面存档备份，存于）. 中華傳道會劉永生中學.